# Urocanase
Urocanase (auch Urocanat-Hydratase) ist ein Enzym, das am Abbau der Aminosäure Histidin beteiligt ist und dort den zweiten Schritt, die Hydratation von Urocanat zu Hydroxy-Imidazol-Propionat katalysiert. Es ist bei Wirbeltieren in der Leber zu finden, kommt aber auch in manchen Bakterien und Pflanzen vor. Mutationen im UROC1-Gen können die seltene Erbkrankheit Urocanasemangel verursachen.

## Katalysierte Reaktion
Urocansäure (links) wird in Hydroxy-Imidazol-Propionat (rechts) umgesetzt.

## Aufbau
Urocanase ist ein Homodimer aus 2 * 557 Aminosäuren mit einer molekularen Masse von 2 * 61 kDa. Beide Untereinheiten enthalten jeweils ein NAD+-Molekül als festen, aber nicht kovalent gebundenen Kofaktor. Eine Untereinheit besteht aus einer NAD+-bindenden Domäne und einer Kerndomäne, welche auch die Bindungsstelle zur anderen Untereinheit enthält.